# 디아볼릭 (1996년 영화)
《디아볼릭》(Diabolique)은 미국에서 제작된 제레미아 S. 체칙 감독의 1996년 스릴러 영화이다. 샤론 스톤 등이 주연으로 출연하였고 마빈 워스 등이 제작에 참여하였다.

## 출연

### 주연
- 샤론 스톤
- 이자벨 아자니
- 채즈 팰민테리
- 캐시 베이츠

### 조연
- 스팰딩 그레이
- 셜리 나이트
- 앨런 가필드
- 아담 한 바이어드
- 다널 로귀

## 기타
- 공동제작: 게리 데이글러
- 미술: 레슬리 딜리
- 배역: 재키 버취